# Horsham
Horsham é uma cidade situada nas margens do rio Arun, no distrito de Horsham, no condado de West Sussex, na Inglaterra, com cerca de 50 000 habitantes. É a capital administrativa e o principal centro económico do distrito.